# Gelber Mirakelbarsch
Der Gelbe Mirakelbarsch (Assessor flavissimus) ist eine Fischart aus der Familie der Mirakelbarsche (Plesiopidae), die an der Nordostküste Australiens im nördlichen Great Barrier Reef vorkommt.

## Merkmale
Die Mirakelbarschart wird 6 cm lang, ist langgestreckt und seitlich etwas abgeflacht. Die Körperhöhe ist 3,4 bis 3,6 mal in der Standardlänge enthalten. Rumpf, Kopf und alle Flossen sind auffällig gelb gefärbt. Ein schräger rotoranger Streifen verläuft vom hinteren Augenrand zur oberen Kante des Kiemendeckels, weitere gleichfarbene Streifen verlaufen am äußeren Rand von Rücken- und Afterflosse, direkt unterhalb bzw. oberhalb ihres schwarzen Saums. Das Maul steht schräg. Es ist mit kleinen, bürstenartigen Zähnen besetzt, die vorne in mehreren und an den Seiten in einer Reihe angeordnet sind. Im Oberkiefer befindet sich an der Spitze eine Zahnlücke. Die Zähne im Unterkiefer sind nach hinten gerichtet und lassen sich etwas nach unten drücken. Im Gaumen ist das Gaumenbein mit einer kleinen Reihe körniger Zähne ausgestattet, während das Pflugscharbein zahnlos ist. Präoperculum und Kiemendeckel sind unbestachelt. Körper und Kopf sind zu einem großen Teil mit relativ großen Kammschuppen bedeckt; oberhalb der Seitenlinie und auf der Kopfoberseite sind es aber Rundschuppen. Auch die Maxillare ist beschuppt. Der Schwanzstiel ist genau so lang wie hoch. Die Schwanzflosse ist gegabelt. Brust- und Bauchflossen befinden sich direkt untereinander. Die Brustflossen sind abgerundet, die Bauchflossen zugespitzt. Abgesehen vom obersten und vom untersten sind alle Flossenstrahlen der Brustflossen gegabelt. Die Afterflosse liegt unterhalb des weichstrahligen Abschnitts der Rückenflosse.
Morphometrie:
- Flossenformel: Dorsale XI/8–10; Anale III/9–10; Pectorale 14–16; Ventrale 1/4 Caudale 13–14.
- Schuppenformel: SL 17–23 + 3–9.
- Kiemenrechen 23–27.
- Branchiostegalstrahlen 6.

## Lebensweise
Der Gelbe Mirakelbarsch lebt sehr versteckt in Korallenriffen in Tiefen von 5 bis 20 Metern in Höhlen oder anderen Bereichen ohne Sonnenlichteinfall. An der Decke einer Höhle schwimmen sie mit dem Bauch nach oben. Der Gelbe Mirakelbarsch ist ein Maulbrüter, wobei die Männchen sich um die Eier kümmern. Sie ernähren sich vor allem von Flohkrebsen, Muschelkrebsen und Ruderfußkrebsen.